# Minolta Dynax 7
Die Minolta Dynax 7 (in den USA Maxxum 7, in Japan alpha 7) war eine analoge Spiegelreflexkamera für das Kleinbildformat 35mm des japanischen Herstellers Minolta. Sie wurde im Jahr 2000 vorgestellt. Das Nachfolgemodell war die digitale Dynax 7 D, die bereits unter dem Firmennamen Konica Minolta vermarktet wurde.